# Joseph Rummel
Joseph Rummel, född 6 oktober 1818 i Wiesbaden, död 25 mars 1880 i London, var en tysk pianist, klarinettist  och kompositör. Han studerade piano och klarinett hos sin far, Christian Rummel. Han var först i tjänst i Wiesbaden hos Paul Fredrik August av Oldenburg, sedan i Paris 1847-70, och därefter i London. Rummel skrev ett stort antal kompositioner, de flesta för piano.
Joseph Rummel var son till pianisten och kompositören Christian Rummel, bror till pianisterna Josephina Rummel och August Rummel, far till pianisten Franz Rummel och morfar till pianisten Walter Rummel.